# Бімолекулярні реакції
Бімолекуля́рні реа́кції — хімічні реакції, в яких беруть участь дві молекули однієї або різних речовин. Швидкість бімолекулярних реакцій пропорційна концентрації кожного компонента, згідно з рівнянням
{\displaystyle v=k\cdot c_{1}\cdot c_{2}},
де c1 і c2 — концентрації речовин, k — коефіцієнт пропорційності, який залежить від зовнішніх умов, зокрема від температури, а також від природи речовин, що реагують.
Прикладами бімолекулярних реакцій є утворення йодоводню з йоду та водню, омилення оцтовометилового естеру лугом.

## Параболічна модель бімолекулярної реакції
Спрощена модель бімолекулярної реакції типу
A + B–C → A…B…C → A–B + C, в якій перехідний стан розглядається як точка перетину двох потенціальних кривих у координатах: потенціальна енергія валентного коливання атомів — амплітуда коливання атомів, що належать до зв'язків, які рвуться та утворюються. Коливання атомів розглядаються як гармонічні.